# Albicar contriti
Albicar contriti (лат.) — ископаемый вид жесткокрылых насекомых из рода Albicar семейства долгоносиков-цветожилов (Caridae). Обнаружены в меловом испанском янтаре Европы (Испания, El Soplao, Las Penosas Formation).

## Описание
Длина тела 2,3 мм, ширина 0,7 мм (тело повреждено, сдавлено). Длина проторакса 0,56 мм: длина надкрылий 1,6 мм (апикально округлённые), и они в 2,8 раза превосходят по длине переднеспинку и вероятно в 2 раза превосходят свою наибольшую ширину по средней линии. Усики 11-члениковые, булава состоит из 3 сегментов. Фасеточные глаза крупные, латеральные, округлые, сильно выпуклые. Рострум примерно в 10 раз длиннее своей максимальной ширины у вершины. Антенны достигают оснований надкрылий. Все ноги сходные по длине, вертлуги короткие; бёдра утолщённые в дистальной части; голени по длине примерно равны бёдрам, узкие, в своей апикальной одной трети покрыты волосками. Шпоры голеней мелкие (их 2 на задних ногах).

## Систематика
Albicar близок к родам из группы Caridae, таким как Crowsonicar Legalov, 2013, Cretocar Gratshev & Zherikhin, 2000, Caenominurus Voss, 1965, Abrocar Liu & Ren, 2006, Baltocar Kuschel, 1992 (Baltocar succinicus, Baltocar groehni, Baltocar subnudus Riedel,2012). Вид был впервые описан в 2014 году американскими палеоэнтомологами Стивеном Дэвисом (Steven R. Davis), Майклом Энджелом (Michael S.Engel; Division of Entomology, Natural History Museum, and Department of Ecology & Evolutionary Biology, Канзасский университет, Лоуренс, США) и испанскими энтомологами Пэрисом Дэвидом (Peris David) и Ксавье Делклёсом (Xavier Delclòs; Departament d’Estratigraﬁa, Paleontologia i Geociències Marines and Institut de Recerca de la Biodiversitat (IRBio), Facultat de Geologia, Universitat de Barcelona, Барселона, Испания) вместе с видами Arra legalovi и Antiquis opaque.
Род Albicar в работах 2015, 2016 и 2019 годов относили к трибе Baissorhynchini в составе Ithyceridae (Baissorhynchinae) и с 2022 снова к Caridae.

## Этимология
Название рода Albicar происходит от сочетания двух слов: Alb- (альбский ярус мелового периода) и -car (от названия семейства Caridae). Видовой эпитет A. contriti происходит от латинского слова contriti (давленый, смятый).